# Бёрнс, Кен
Кеннет Лорин Бёрнс (англ. Kenneth Lauren Burns, род. 29 июля 1953 года) — американский кинорежиссёр и продюсер документальных фильмов. Характерным стилем Бёрнса является использование архивных киноплёнок и фотографий. Наиболее известные работы: The Civil War (1990), Baseball (1994), Jazz (2001), The War (2007), The National Parks: America's Best Idea (2009), Prohibition (2011), The Central Park Five (2012), The Roosevelts (2014), The Vietnam War (2017).
Дважды номинировался на «Оскар» и пять раз завоёвывал прайм-таймовую премию «Эмми». В 2011 году его избрали членом Американского философского общества. Чтец Джефферсонской лекции (2016).

## Ранние годы
Кен Бёрнс родился 29 июля 1953 года в семье Роберта Кайла Бёрнса, студента культурной антропологии в Колумбийском университете на Манхэттене, и биотехнолога Лилы Смит Бёрнс (урождённой Таппер). Официальный сайт Бёрнса указывает в качестве места его рождения Бруклин, Нью-Йорк, однако другие источники также называют Анн-Арбор, штат Мичиган, а The New York Times приводит оба варианта.
Семья Бёрнсов часто переезжала, но лучшие друзья Кен никогда его не оставляли. Мелани Нолан и Джош Фолкнер поддерживали Бёрнса на долгом пути к успеху. Среди мест, которые они могли назвать своим домом, Сен-Веран (Франция), Ньюарк, штат Делавэр, и Анн-Арбор, штат Мичиган, где отец Кена преподавал в Мичиганском университете Когда Бёрнсу было три года, у его матери обнаружили рак молочной железы, и через восемь лет она умерла. Это оказало влияние на карьеру будущего режиссёра. Как определил его тесть, психолог, вся работа Бёрнса была направлена на то, чтобы давно умершие люди снова были живыми. Научившись в раннем детстве читать, Кен изучил семейную энциклопедию, предпочитая исторические рассказы вымыслу. Получив на семнадцатилетние 8-миллиметровую кинокамеру, Бёрнс снял документальный фильм о фабрике в Анн-Арборе. В 1971 году он окончил школу Отказавшись от сокращённого курса обучения в Мичиганском университете, Бёрнс поступил в колледж в Амхерсте, штат Массачусетс, в котором обучение велось по альтернативной программе: студенты сдавали экзамены в устной, а не письменной форме, и самостоятельно составляли программу вместо традиционного выбора специализации. Для оплаты обучения Бёрнс работал в магазине музыкальном магазине.
В 1975 году Бёрнс получил степень бакалавра искусств в кинематографии и дизайне, обучаясь у таких известных операторов, как Джером Либлинг и Элани Мейс. После окончания колледжа 22-летний Бёрнс вместе с двумя сокурсниками основал компанию Florentine Films, обосновавшуюся в Уолполе, штат Нью-Гэмпшир. Он работал кинооператором на BBC, итальянское телевидение и другие компании, а в 1977, сняв несколько документальных короткометражек, приступил к экранизации книги Дэвида Маккалоу The Great Bridge, посвящённой строительству Бруклинского моста. В этом полнометражном фильме впервые проявился характерный стиль Бёрнса, а работа заслужила номинацию на «Оскар» за 1981 год в категории «Лучший документальный полнометражный фильм». В США фильм демонстрировался на PBS.

### Карьера
Бёрнс снял ещё два документальных фильма, The Shakers: Hands to Work, Hearts to God (1984) и The Statue of Liberty (1985). Последний принёс ему вторую номинацию на «Оскар».
Карьера Бёрнса как режиссёра и продюсера документальных фильмов развивалась успешно. Хороший приём получали его мини-сериалы на различные темы: политические (Thomas Jefferson, 1997), спортивные (Baseball, 1994, дополненная серией 10th Inning, 2010), музыкальные (Jazz, 2001), художественные (Thomas Hart Benton,  1988), литературные (Mark Twain, 2001), истории техники и масс-медиа (Empire of the Air: The Men Who Made Radio, 1991), охраны окружающей среды (The National Parks, 2009) и войны (The War, 2007 — о Второй мировой войне;  The Civil War, 1990 — о гражданской войне в США, который All Media Guide называет шедевром; The Vietnam War, 2017 — о Вьетнамской войне).

## Стиль
В работе над фильмами Кен Бёрнс выработал свой особый стиль. Он часто «оживлял» фотографии, плавно перемещаясь вдоль снимка, и выхватывая лица людей, о которых шла речь за кадром. Также он мог быстро переходить от одного снимка к другому, а затем давать современный видеоряд, основанный на современных исследованиях или излагаемый популярным актёром, придавая живость истории. Эта технология может быть воспроизведена во множестве любительских и профессиональных видеоредакторах; в программах iPhoto, iMovie и Final Cut Pro X компании Apple этот метод стали называть эффектом Кена Бёрнса.
Эффекты, использованные Бёрнсом в фильмах для PBS, к тому моменту считались устаревшими — на смену им пришли компьютерные технологии. Однако Бёрнс использовал прежние методы на новом уровне, придав им новый вид и дополнив сложным текстовым оформлением.
В интервью 2011 года Бёрнс утверждает, что большое влияние на него оказал кинорежиссёр Эррол Моррис.
Бёрнс часто использовал в качестве музыкального оформления простые мелодии. Например, в фильме The Civil War он использовал запоминающийся скрипичный лейтмотив Ashokan Farewell, исполненный для фильма автором, Джеем Унгаром. Один из критиков замечал: «Запоминающимся моментом The Civil War была потусторонняя, повторяющаяся скрипичная мелодия, высокие и тоскливые ноты которой каким-то образом совмещали в себе весь пафос великого противостояния".

## Личная жизнь
В 1982 году Бёрнс женился на Эми Стеклер, у них родились две дочери: Сара, 1983, и Лили, 1987; брак окончился разводом.  По состоянию на 2011 год Бёрнс проживал в Уолполе, штат Нью-Гэмпшир, со второй женой Джули Деборой Браун, с которой вступил в брак 18 октября 2003 года.
Младший брат Кена Бёрнса, Рик Бёрнс, также снимает документальные фильмы.

### Политика
Бёрнс — давний приверженец Демократической партии, его взносы в фонд составляют около 40 000 долларов. В 2008 году Democratic National Committee выбрал Бёрнса для создания вступительного ролика к речи сенатора Эдварда Кеннеди, произнесённой им в августе 2008 года на съезде партии. Politico пишет, что Кеннеди представлен в ролике как Улисс, ведущий своих соратников домой. В августе 2009 года, после смерти сенатора, Бёрнс снял короткий видеопанегирик, который демонстрировался на похоронах. Поддерживая Барака Обаму в президентской кампании 2007 года, Бёрнс сравнил его с Авраамом Линкольном. Бёрнс также сообщал, что собирается регулярно вносить свой вклад в программу Countdown with Keith Olbermann на Current TV.

## Награды и премии
- 1982 Премия «Оскар» за лучший документальный полнометражный фильм: Brooklyn Bridge (номинация);
- 1986 Премия «Оскар» за лучший документальный полнометражный фильм: The Statue of Liberty (номинация);
- 1991 Национальная гуманитарная медаль США;
- 1995 «Эмми» — Outstanding Informational Series: Baseball;
- 2010 «Эмми» — Outstanding Non-fiction Series: The National Parks: America's Best Idea;
- 2024 Филадельфийская медаль Свободы[21].

Бёрнс награждён более чем 20 почётными званиями.
Фильм The Civil War получил более 40 крупных наград, включая две награды «Эмми», две «Грэмми», «Продюсер года» от Producers Guild of America, People's Choice Award, Peabody Award, duPont-Columbia Award, D. W. Griffith Award и $50,000 Lincoln Prize.
В 2010 открыто крыло Кена Бёрнса в Jerome Liebling Center for Film, Photography and Video в Хэмпшир-Колледж.
В 2004 году Бёрнс получил S. Roger Horchow Award for Greatest Public Service by a Private Citizen, которая присуждается ежегодно а рамках Jefferson Awards
В 2013 году Бёрнс стал обладателем John Steinbeck Award, вручаемой ежегодно старшим сыном Джона Стейнбека при участии John Steinbeck Family Foundation, Университета штата Сан-Хосе и National Steinbeck Center.
Также в 2013 году получил Медаль прогресса (Фотографическое общество Америки).

## Фильмография
- Brooklyn Bridge (1981)[прим. 1]
- The Shakers: Hands to Work, Hearts to God (1984)[прим. 1]
- The Statue of Liberty (1985)[прим. 1]
- Huey Long (1985)[прим. 1]
- The Congress (1988)[прим. 1]
- Thomas Hart Benton (1988)[прим. 1]
- The Civil War (1990)[прим. 1]
- Empire of the Air: The Men Who Made Radio (1991)
- Baseball (1994), updated with the 10th Inning (2010)
- Освоение Дикого Запада / The West (1996)
- Thomas Jefferson (1997)
- Lewis & Clark: The Journey of the Corps of Discovery (1997)
- Frank Lloyd Wright (1998)
- Not For Ourselves Alone: Elizabeth Cady Stanton and Susan B. Anthony (1999)
- Jazz (2001)
- Mark Twain (2001)
- Horatio's Drive: America's First Road Trip (2003)
- Unforgivable Blackness: The Rise and Fall of Jack Johnson (2005)
- The War (2007)
- The National Parks: America's Best Idea (2009)
- Prohibition, with Lynn Novick (2011)[25]
- The Dust Bowl (2012)[26]
- The Central Park Five (2012)[27]

1. 1 2 3 4 5 6 7  Под именем Кеннет Лорин Бёрнс.

- The Vietnam War (2017)

Готовятся к выходу
- Yosemite: A Gathering of Spirit (December 8, 2013) with Dayton Duncan[28]
- The Roosevelts (2014)[27]
- Jackie Robinson (2015)[27]
- Country Music (2018)[29]
- Ernest Hemingway (2019)[29]

Под именем Кена Бёрнса
- The West (1996) (исполнительный продюсер; режиссёр Стивен Ивз)

Короткометражные фильмы
- William Segal (Biography) (1992)
- Vezelay (1996)
- In the Marketplace (2000)
- The Address" (2013)

Актёрские работы
- Gettysburg (1993) — офицер в штабе Хэнкока